# Каматука, Эдмар
Эдмар Роналдо Каматука (англ. Edmar Ronaldo Kamatuka; род. 26 июля 2002, Виндхук) — намибийский футболист, полузащитник клуба «Секхукхуне Юнайтед» и национальной сборной Намибии.

## Карьера
В 2020 оду футболист присоединился к намибийскому клубу «Рамблерс». Летом 2022 года футболист перешёл в намибийский клуб «Африкан Старс», вместе с которым по итогам дебютного сезона завоевал золотые медали чемпионата. В январе 2024 года футболист перешёл в южноафриканский клуб «Секхукхуне Юнайтед», с которым по сообщениям источников заключил долгосрочный контракт.

## Международная карьера
В феврале 2020 года футболист в составе молодёжной сборной Намибии до 20 лет отправился на молодёжный Кубок африканских наций. Первый матч на турнире футболист сыграл 15 февраля 2021 года против сборной ЦАР. В марте 2023 года футболист получил вызов в национальную сборную Намибии для участия в квалификациях Кубка африканских наций. Дебютировал за сборную футболист 24 марта 2023 года в матче против сборной Камеруна, выйдя на замену на 94 минуте.

## Достижения
«Африкан Старс»
- Чемпион Намибии: 2022/23